# Loreto-di-Tallano
Loreto-di-Tallano település Franciaországban, Corse-du-Sud megyében. Lakosainak száma 49 fő (2022. január 1.). Loreto-di-Tallano Arbellara, Cargiaca, Fozzano, Olmiccia, Sainte-Lucie-de-Tallano és Santa-Maria-Figaniella községekkel határos.

## Népesség
A település népességének változása:
| Lakosok száma | 101  | 70   | 57   | 45   | 50   | 52   | 53   | 52   | 52   | 49   |
|               | 1968 | 1982 | 1990 | 2006 | 2013 | 2015 | 2017 | 2019 | 2020 | 2022 |